# Giallo (genere)

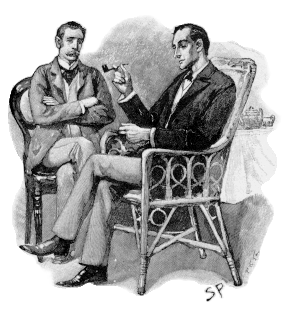
Sherlock Holmes nell'illustrazione originale di Sidney Paget con l'immancabile pipa, e il dottor Watson: insieme hanno contribuito a rendere popolare il giallo.

Il giallo è un popolare genere di narrativa di consumo nato verso la metà del XIX secolo e sviluppatosi nel Novecento. Dalla letteratura di genere, il giallo si è esteso agli altri mezzi espressivi veicolati da diversi media di massa: prima ai prodotti destinati alla radio e al cinema, quindi ai fumetti e ai prodotti destinati al pubblico televisivo.
L'oggetto principale del genere giallo è la descrizione di un crimine e dei personaggi coinvolti, siano essi criminali o vittime. Si parla in modo più specifico di poliziesco quando, assieme a questi elementi, ha un ruolo centrale la narrazione delle indagini che portano alla luce tutti gli elementi della vicenda criminale. Poiché i suoi oggetti sono di vario genere, spesso il giallo si sovrappone con altri generi letterari, come la fantascienza (ad esempio il Ciclo dei Robot) e il romanzo storico (ad esempio Il nome della rosa).
Il genere giallo è diviso tradizionalmente in diversi sottogeneri, anche se i confini spesso non sono ben definiti: il poliziesco (in particolare il giallo classico), la letteratura di spionaggio, il noir, il thriller, quest'ultimo a sua volta suddiviso in più filoni tra cui il legal thriller, il noir thriller, il thriller di spionaggio, il technothriller e l'action thriller.

## Etimologia

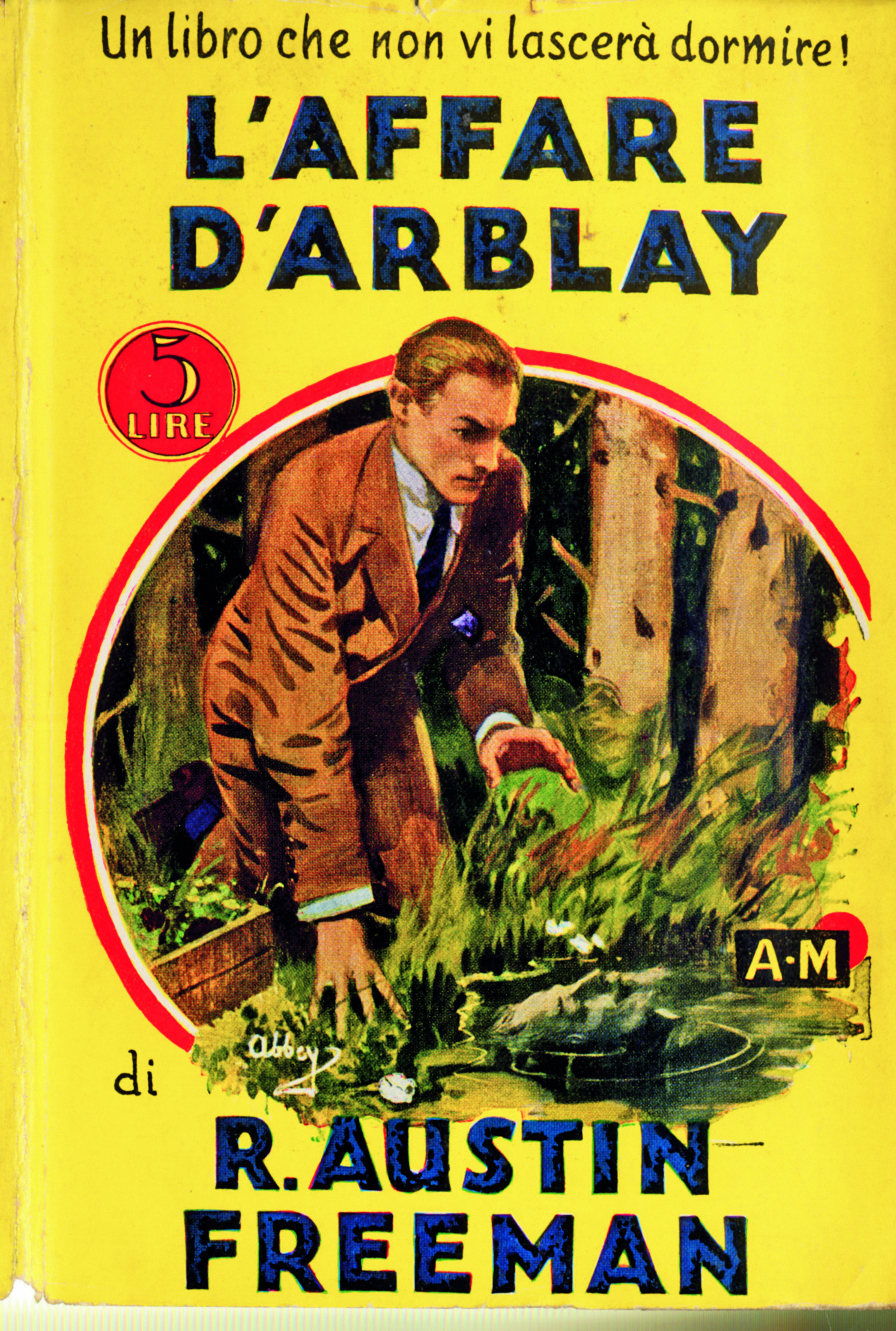
Richard Austin Freeman - L'affare D'Arblay (The D'Arblay Mystery) - I Gialli Mondadori 1931

Si usa questa accezione solamente nella lingua italiana e ciò si deve alla collana Il Giallo Mondadori, ideata da Lorenzo Montano e pubblicata in Italia da Arnoldo Mondadori a partire dal 1929: il termine giallo, dal colore della copertina, ha sostituito in Italia quello di poliziesco, rimasto peraltro nei paesi francofoni. Giuseppe Petronio, nell'analizzare con attenzione come viene chiamato il giallo nelle varie forme linguistiche, scrive:
Lo stesso termine è adoperato anche in spagnolo, però solo con riferimento alla cronaca che riporta senza censura un fatto di sangue. Per la narrativa si usano le locuzioni "novela negra" o "novela policíaca".
Nella cultura anglofona, a causa della sua origine il termine giallo si riferisce in modo specifico al sottogenere cinematografico del giallo all'italiana.

## Storia del giallo

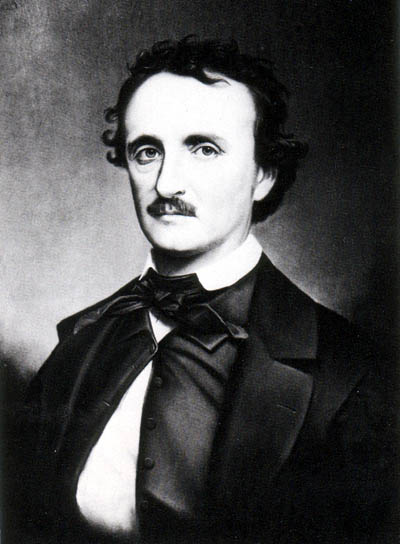
Edgar Allan Poe, padre del genere

È probabile che si possa far coincidere la nascita del giallo con la pubblicazione, nel 1841, de I delitti della via Morgue di Edgar Allan Poe, in cui compare il personaggio di Auguste Dupin, al quale enormi capacità deduttive permettono di risolvere casi criminali senza nemmeno recarsi sui luoghi dei delitti, solo leggendone resoconti giornalistici. È a questo personaggio che in qualche modo si rifà Arthur Conan Doyle nel creare quello, ben più famoso, di Sherlock Holmes, protagonista del romanzo Uno studio in rosso del 1887, che contende a La Pietra di Luna di Wilkie Collins del 1868 il titolo di primo romanzo giallo mai pubblicato.
Da allora il genere ha conosciuto sempre maggior fortuna, dapprima soprattutto di pubblico e poi di critica. Numerosi i generi che si sono ispirati e distaccati dal giallo e numerosissimi gli autori che vi si sono dedicati e che hanno raggiunto fama mondiale, da Agatha Christie (1890-1976), creatrice dei personaggi di Hercule Poirot e miss Marple il cui primo romanzo, Poirot a Styles Court è del 1920, a Edgar Wallace (1875-1932), tra gli autori di romanzi, racconti e drammi più prolifici della storia del poliziesco, a Georges Simenon (1903-1989), il creatore del Commissario Maigret, da Raymond Chandler (1888-1959), a Rex Stout (1886-1975), padre di Nero Wolfe; per arrivare ai giorni nostri e alle opere di Andrea Camilleri e Carlo Lucarelli per citare solo alcuni autori.

## Il giallo nelle sue diverse accezioni
Sono molti gli attributi del romanzo giallo, alcune volte usati come sinonimi, altre per ulteriormente caratterizzarlo o addirittura categorizzarlo in sottogeneri.
Il giallo non è limitato alla sola narrativa: oltre al cinema, vi sono numerosi esempi anche nei fumetti, come il manga e anime Detective Conan, ideato dal mangaka-giallista Gōshō Aoyama.
Di seguito si riporta un elenco di vari sottogeneri del giallo, premettendo che si tratta di una classificazione arbitraria e che singole opere possono trovar posto in più di una categoria; in ogni categoria sono indicati uno o più autori a titolo di esempio.

### Poliziesco
Il poliziesco è il genere, non solo letterario, che con il giallo più si è identificato nel corso degli anni; infatti negli altri sottogeneri o derivati del giallo (ad esempio il thriller o la spy-story), il racconto delle indagini svolte non ha la stessa importanza che ha nel poliziesco, dove invece quasi tutto è imperniato su questo elemento.
Volendo applicare una suddivisione netta fra i sottogeneri del giallo, appartengono al filone del poliziesco tutte le storie d'indagine con un antefatto delittuoso e con un'attività di ricerca per scoprirne l'autore. Più specificamente il poliziesco tratta di indagini affidate a uomini delle forze dell'ordine.

#### Giallo deduttivo o giallo classico
Definito in inglese whodunit?, cioè "chi l'ha fatto?", "chi è stato?", il giallo deduttivo, chiamato anche giallo classico o ad enigma, rappresenta la tipologia più antica e tradizionale del giallo: un investigatore, spesso privato o dilettante, indaga su un delitto e scopre il colpevole in base a indizi più o meno nascosti e fuorvianti.
Le storie si svolgono in un ambiente isolato (ad esempio una villa in campagna, un albergo, un treno in viaggio) e i sospettati fanno parte di una cerchia ristretta e ben definita. Nel giallo classico hanno grande importanza sia il sistema utilizzato dall'assassino per compiere il delitto, sia gli alibi e i moventi dei personaggi.
Un classico di questo sottogenere è il cosiddetto enigma della camera chiusa, cioè un giallo in cui la vittima di un delitto viene trovata uccisa in un contesto "impossibile", ad esempio all'interno di un ambiente apparentemente sigillato dall'interno.

#### Giallo psicologico
In questo genere di giallo l'autore si concentra, più che sugli indizi materiali o sulla descrizione di un ambiente criminale, sulla figura del protagonista, spesso eroe negativo, e sui rapporti tra i vari personaggi.

Patricia Highsmith è considerata la regina di questo filone. In genere la struttura del giallo psicologico è più elaborata per lo sviluppo dell'indagine introspettiva con ricadute anche sulla forma sintattica meno asciutta e l'uso di incisi e di proposizioni subordinate. Un esempio di questo genere è il libro Externa Processus.

#### Pulp
Il pulp è un genere letterario che propone vicende dai contenuti forti, con abbondanza di crimini violenti, efferatezze e situazioni macabre e che di norma viene apparentato con l'hard boiled e il poliziesco.

#### Hard boiled
Il poliziesco hard boiled è il genere giallo americano per eccellenza, quello in cui il crimine viene combattuto da un detective privato con metodi spesso non meno violenti o più corretti di quelli usati dal delinquente. Fin dall'inizio si è contrapposto, per il suo realismo talora spietato, al classico giallo deduttivo con la sua netta distinzione tra i "buoni" e i "cattivi". I maggiori esponenti di questo filone sono l'inglese James Hadley Chase, e gli statunitensi Dashiell Hammett, James M. Cain e Raymond Chandler.

#### Police procedural
È il tipo di poliziesco in cui le indagini su un caso sono affidate all'opera di una squadra di investigatori istituzionali appartenenti alla polizia. Nel police procedural vengono pertanto fedelmente descritte le procedure e le tecniche di indagine impiegate dalla polizia per risolvere un caso. Ed McBain, Tony Hillerman, Georges Simenon e Michael Connelly sono alcuni tra i maggiori autori.

### Noir
Utilizzato per la prima volta nel 1946 dal critico italo-francese Nino Frank, il termine noir originariamente si riferiva ai film polizieschi hollywoodiani degli anni quaranta tratti da romanzi hard boiled (ad esempio Il mistero del falco di John Huston), pubblicati allora in Francia dall'editore Gallimard nella Série noire, i cui volumi avevano la copertina nera.
Spesso e tradizionalmente tenuto distinto dal poliziesco, il noir, diretto discendente dell'hard-boiled americano attraverso i romanzi e racconti di Cornell Woolrich e James M. Cain, rappresenta l'altra faccia della storia di un crimine, quella vista dalla parte del criminale o dalla parte di chi vi è coinvolto senza volerlo.
Nelle storie noir di solito manca la consolatoria e razionalizzante soluzione finale di un "delitto misterioso" con conseguente cattura e punizione del colpevole, una delle caratteristiche del poliziesco classico e moderno.
Le storie noir non sempre sono vicende enigmatiche, l'attenzione è invece posta più sull'ambiente in cui avvengono le vicende criminali e sulla psicologia dei personaggi.

#### Noir metropolitano
Diventa peculiare l'ambientazione in questo tipo di narrazione in cui la città e la metropoli sono i veri protagonisti, così come la violenza, la criminalità e il degrado. Tra i principali esponenti del noir metropolitano vanno ricordati Ed McBain per New York, James Ellroy per Los Angeles, Jean-Claude Izzo per Marsiglia, Paolo Roversi per Milano.

### Thriller
Il thriller (lett. "che eccita" o "che procura brivido"), anche detto giallo a suspense o d'azione, è un genere nato nel periodo tra le due guerre mondiali sullo sfondo delle metropoli statunitensi colpite dalla violenza dei gangster e della mafia, il thriller è strettamente legato al cinema, tanto che gli scrittori che ne divennero i principali esponenti lavorarono anche alla sceneggiatura di numerosi film.
A differenza del poliziesco, la cui trama solitamente si sviluppa dopo la scoperta di un delitto e che ha come conclusione la rivelazione del colpevole (o dei colpevoli) e del sistema impiegato per compiere il delitto, nel giallo a suspense il lettore assiste direttamente alla preparazione e all'esecuzione del crimine, subendo un forte coinvolgimento emotivo in un clima di crescente tensione.
All'interno del genere thriller, si distinguono vari filoni, tra i quali i più noti sono:

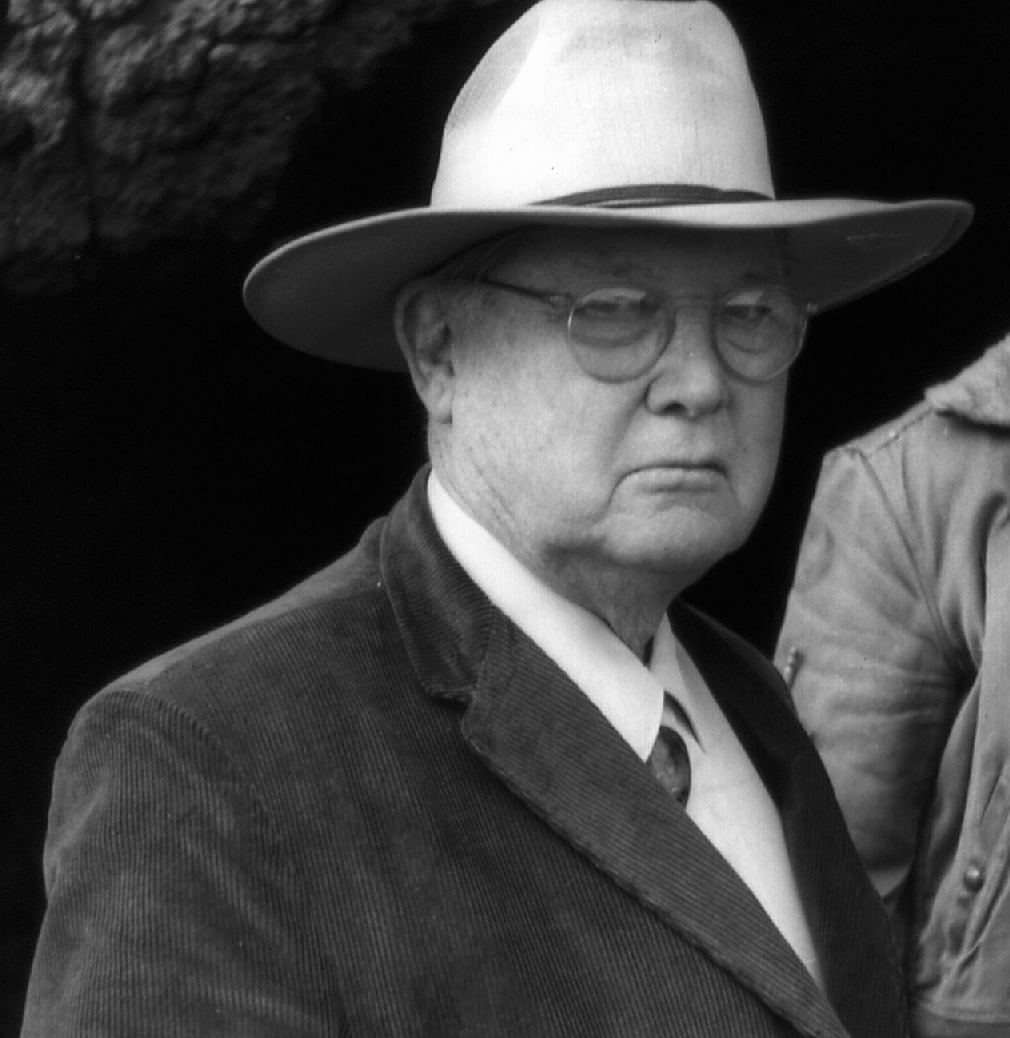
Erle Stanley Gardner, l'autore di Perry Mason

- legal thriller, dove il fulcro della storia è sui processi giudiziari relativi a un certo crimine. Tra gli autori principali vi sono Erle Stanley Gardner, Scott Turow, John Grisham. In Italia, tra i più autorevoli esponenti del Legal thriller vi sono Gianrico Carofiglio, Gianni Simoni e Gianluca Arrighi;
- thriller medico, dove il ruolo principale è giocato dal medico legale e dalla polizia scientifica e la storia si incentra sull'analisi del cadavere e della scena del delitto. Patricia Cornwell e Kathy Reichs sono le autrici più rappresentative;
- action thriller, spesso visto come una estremizzazione dei classici romanzi d'avventura, caratterizzato da un ritmo decisamente hollywoodiano (Matthew Reilly);
- technothriller, che unisce le azioni e i colpi di scena ad attente e precise spiegazioni di tipo scientifico in diversi campi, dall'astronomia alla medicina (Michael Crichton);
- noir thriller: questo particolare genere è un ibrido tra i generi noir e thriller, il cui oggetto principale è prevalentemente il criminale e non l'investigatore che si occupa di smascherare il colpevole. Si differenzia dal noir in senso stretto per un'attenzione maggiore all'azione rispetto agli aspetti psicologici dell'intreccio. I temi centrali, quindi i crimini, possono essere i più disparati, omicidi, ovviamente, ma anche rapine, aggressioni o sparatorie. Alcuni esempi del genere sono Rapina a mano armata, Seven, Il padrino, Inside Man o Giungla d'asfalto;
- thriller di spionaggio, un ibrido tra le spy story e il thriller, spesso il sottogenere action thriller, in cui il protagonista non è un detective o il colpevole, ma di solito una spia che deve risolvere dei delitti o casi legati a contesti internazionali.

### Altri filoni

#### Giallo psicologico
In questo genere di giallo l'autore si concentra, più che sugli indizi materiali o sulla descrizione di un ambiente criminale, sulla figura del protagonista, spesso eroe negativo, e sui rapporti tra i vari personaggi.

Patricia Highsmith è considerata la regina di questo filone. In genere la struttura del giallo psicologico è più elaborata per lo sviluppo dell'indagine introspettiva con ricadute anche sulla forma sintattica meno asciutta e l'uso di incisi e di proposizioni subordinate. Un esempio di questo genere è il libro Externa Processus.

#### Serial killer
Anche nel caso del serial killer più che di un genere si tratta di una particolare tipologia di romanzo giallo applicata in diversi ambiti (poliziesco, thriller medico, giallo psicologico e persino giallo classico: in fondo in Dieci piccoli indiani di Agatha Christie troviamo all'opera un serial killer ancorché atipico perché per questo carnefice più che l'identità delle vittime assai spesso casuali, conta la serialità delle esecuzioni). Si tratta di romanzi in cui il criminale, per un motivo preciso ma inspiegabile o perché è uno psicopatico o quanto meno un soggetto fortemente disturbato, uccide in serie più vittime, per lo più utilizzando un modus operandi meticolosamente studiato e ripetitivo. Tra gli autori che possono essere citati Jeffery Deaver, Tomas Harris e Giorgio Faletti.

## Giallo a fumetti
Anche se detective, piccoli ladri, delinquenti e truffatori sono apparsi nelle tavole e nelle strisce sin dagli albori del fumetto, gli albi e le serie devote al genere giallo sono relativamente poche. La striscia Dick Tracy fu forse la prima a focalizzare l'attenzione su personaggi e trame legate a una vasta gamma di gangster.

## Giallo al cinema
Il cinema giallo nasce e si sviluppa all'inizio negli anni 1930, ma già nel periodo del muto avvengono le trasposizioni cinematografiche tratte, ad esempio, dalle opere letterarie di Arthur Conan Doyle nel Regno Unito e negli USA, Louis Feuillade in Francia e Carolina Invernizio in Italia che contribuisce alla nascita del cinema protogiallo italiano. Il cinema giallo si sviluppa ulteriormente dopo l'arrivo del sonoro, quasi contemporaneamente al periodo di maggior successo del genere letterario che negli stessi anni vive la sua età dell'oro.

## Giallo in televisione

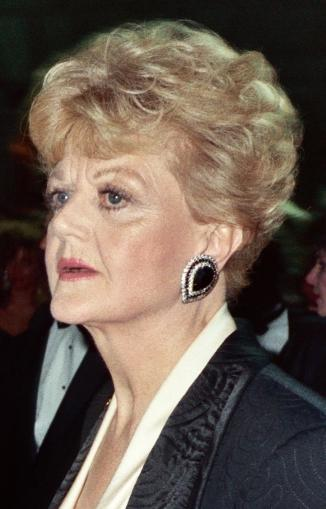
Angela Lansbury, la signora in giallo

Tra gli altri media vi sono la televisione e la radio. La tv, in particolare, ha inciso moltissimo nel rivoluzionare il giallo negli ultimi decenni, creando figure nuove, originali, che si sono imposte presso un vastissimo pubblico internazionale. Si tratta di telefilm che hanno riscosso successo in tutto il mondo, fortemente impregnati dall'atmosfera del giallo e dalle sue caratteristiche, ma che hanno sempre contribuito a rinnovare il genere e a proporlo a una massa di persone certamente più notevole rispetto a quella raggiungibile dai libri.
Tra le serie gialle più famose, si annoverano:
Serie italiane
- Il commissario De Vincenzi, ispirato al personaggio letterario creato dallo scrittore Augusto De Angelis, autore negli anni trenta di una serie di romanzi di genere poliziesco, la Rai ha dedicato fra il 1974 e il 1977 due serie televisive di successo, con Paolo Stoppa nei panni dell'investigatore.
- Il commissario Maigret. I romanzi di Georges Simenon hanno ispirato negli anni Sessanta una produzione italiana di grande successo locale con Gino Cervi, accompagnata nella sigla dalle malinconiche note di Luigi Tenco.
- Nero Wolfe, con Tino Buazzelli e Paolo Ferrari, è stata un'altra serie di successo di poco posteriore.
- Sarti Antonio, due diverse serie di telefilm di produzione italiana la prima e italo-tedesca la seconda, prodotte da RAIDUE negli anni tra il 1974 e il 1994, trasmesse in replica sia dalla Rai che da altre emittenti nazionali ed estere ancora oggi. Sono basate sul personaggio letterario creato dallo scrittore Loriano Macchiavelli.
- Il commissario Montalbano, serie televisiva ispirata alle opere letterarie di Andrea Camilleri (che ha collaborato alla sceneggiatura) che vedono protagonista il personaggio immaginario Salvo Montalbano interpretato dall'attore Luca Zingaretti.
- Don Matteo, serie televisiva con Terence Hill, in cui l'attore impersona il carismatico personaggio di un prete-investigatore che collabora con una Compagnia di carabinieri di cui fanno parte il maresciallo Nino Cecchini (Nino Frassica) e i capitani Flavio Anceschi (Flavio Insinna) e Giulio Tommasi (Simone Montedoro).
- Imma Tataranni - Sostituto procuratore, serie televisiva Rai ispirata ai romanzi di Mariolina Venezia con protagonista Imma Tataranni, donna molto forte e con una grande memoria che le è molto utile a risolvere i casi. La protagonista è interpretata da Vanessa Scalera.
- Il commissario Ricciardi, serie tv avente come protagonista Luigi Alfredo Ricciardi personaggio nato dalla penna di Maurizio de Giovanni. Ricciardi , interpretato da Lino Guanciale, è vittima di una maledizione : conoscere l'ultimo pensiero di chi è morto violentemente.

Serie straniere
- Perry Mason, appartiene al genere del giallo giudiziario in cui l'indagine si svolge durante e attraverso le fasi di un processo per omicidio. Protagonista è l'avvocato ideato da Erle Stanley Gardner.

Risale alla fine degli anni Cinquanta ed è stata la prima serie gialla trasmessa in Italia. Ha inventato il topos di genere della risata liberatoria, da parte dei "buoni", alla fine di ogni puntata (un espediente che gli sceneggiatori americani utilizzano spesso tuttora).
È stato ripreso, con gli stessi interpreti invecchiati, a decenni di distanza, ma senza le trame di Erle Stanley Gardner ha riscosso interesse solo fra i telespettatori nostalgici.
- Ellery Queen, la serie televisiva poliziesca statunitense, ideata nel 1974 da Richard Levinson e William Link, è stata trasmessa dalla catena televisiva NBC dal 1975 al 1976. La serie è composta da 22 episodi più un pilota. La morte di Jim Hutton nel 1979 mise poi la parola fine al ventilato progetto di produrre una nuova serie di episodi.

Ambientata nei primissimi anni del secondo dopoguerra, la serie ripete fedelmente lo schema dei racconti gialli di Ellery Queen: lo spettatore viene messo a conoscenza di tutti i fatti e gli indizi utili a scoprire il colpevole e, prima dell'ultima scena, l'investigatore si rivolge al pubblico e lo sfida a risolvere il caso. Come da tradizione del giallo vecchio stile, Ellery Queen raduna tutti i sospettati in una stanza e alla fine svela il nome dell'assassino. Nonostante il successo di pubblico la serie durò solo una stagione.
La prima apparizione in Italia è avvenuta nel 1978 sui canali della Rai.
- Hercule Poirot, serie televisiva britannica ispirata al detective privato belga nato dalla penna di Agatha Christie, trasmessa dal 1989 al 2013. La serie si rifà ai personaggi che già ebbero in precedenza i ruoli principali nelle varie opere cinematografiche dedicate a Poirot. Il protagonista, dotato di un'intelligenza e un istinto sopraffini, collabora con l'ispettore capo Japp di Scotland Yard e con il fidato Hastings risolvendo casi tra i più diversi ed intricati con l'utilizzo delle sue celebri celluline grigie.
- Miss Marple, serie televisiva britannica ispirata alla protagonista dell'altro grande filone di romanzi gialli della Christie. La figura di miss Marple è stata protagonista di più sceneggiati già sino a partire dagli anni cinquanta; caratteristica permanente in tutte le versioni è quella della protagonista, un'anziana signora attenta e perspicace che riesce a risolvere complessi misteri grazie alla propria grande curiosità e capacità di osservazione. La protagonista è talvolta resa nelle trasposizioni cinematografiche come per lo più tranquilla e curiosa (ad esempio nella serie del 2004), mentre altre volte appare come una donna dal piglio più risoluto (ad esempio, nei film con interprete Margaret Rutherford).
- L'ispettore Derrick, un altro grande successo del poliziesco televisivo e il primo che ha incrinato il monopolio anglosassone per i telefilm di esportazione: narra infatti le gesta del tedesco ispettore Derrick, anch'egli divenuto personaggio di gran fama in tutto il mondo, e che risolve eterogenei omicidi. La serie è stata trasmessa in Italia dai canali Rai.
- Il tenente Colombo, serie americana degli anni settanta, che ebbe molta fortuna anche in Italia, oggi trasmessa dalle reti Mediaset.

La peculiarità di questa serie sono le trame, basate sulla inverted detective novel: sono costruite come un giallo di indagine sotto tutti gli aspetti, tranne che lo spettatore è già al corrente fin dall'inizio di chi sia l'assassino, che di solito viene mostrato in azione prima che il tenente entri in scena. In questo sottogenere l'attenzione dello spettatore si sposta dalla domanda "chi sarà il colpevole?" alla domanda "come farà il detective a scoprire chi è il colpevole?".
- Quincy, è una serie televisiva americana prodotta dal 1976 al 1983. È una delle prime a coniugare elementi del genere thriller medico con quello poliziesco. Si contraddistingue per le varie tematiche etiche e sociali (droga, alcol, violenza carnale, immigrazione, precariato, armi, sicurezza, diete dimagranti, problematiche giovanili e così via) trattate in ogni episodio.
- La signora in giallo, telefilm americano trasformato dalla protagonista Angela Lansbury, che veste i panni della giallista Jessica Fletcher, e dalle sue peculiarità di anziana ma agile, abile e simpatica scrittrice-detective, in un vero e proprio cult a livello mondiale, prodotto dall'americana CBS dal 1984 al 1996, e tutt'oggi trasmesso in Italia da Rete 4. Il telefilm risulta un mix stilistico tra le più affascinanti caratteristiche del giallo classico e la coinvolgente dinamica del thriller, premiata da un'infinità di riconoscimenti. In Italia, il telefilm, appassionando oltre 6 milioni di telespettatori in prima serata, si è confermato il genere più visto nella televisione italiana nel 2005.
- Un detective in corsia, La serie televisiva americana è un esempio di thriller medico. È ambientata principalmente in un ospedale, il Community General Hospital. Il protagonista, il dottor Mark Sloan, aiuta suo figlio, il detective Steve Sloan, a risolvere i casi di omicidio. Ad aiutarlo ci sono i suoi colleghi impiegati al Community General.
- Il commissario Rex, telefilm austriaco nato negli anni novanta: ambientato a Vienna, segue le eroiche e dinamiche "gesta" di Rex, un popolare cane da pastore tedesco, che svolge un ruolo importante nella soluzione di omicidi.
- Detective Conan, famoso anime tratto dal manga di Gōshō Aoyama, in televisione dal 1996.
- CSI: Scena del crimine, serial americano nato nel 2000, che ha avuto audience da record in tutto il mondo e anche in Italia dove è trasmesso su Italia 1 oltre che su canali satellitari, che inquadra le peripezie di équipe di polizia scientifica americana, con altrettanto popolari "doppi" come CSI: Miami o il più recente CSI: New York.
- Bones: serie televisiva in cui la protagonista è una brillante dottoressa esperta di ossa umane che, assieme alla sua equipe, collabora con l'FBI nella risoluzione di casi complessi. La serie ha ottenuto un grande successo anche in Italia dove è trasmessa sui canali tematici Giallo e Fox Crime.
- Sherlock Holmes nelle serie Elementary e The Young Sherlock.